# Campegius Vitringa (1693-1723)
Campegius Vitringa (Franeker, gedoopt 23 maart 1693 - aldaar, 11 januari 1723) was een Nederlandse hoogleraar theologie.

## Leven en werk
Vitringa werd op 23 maart 1693 te Franeker gedoopt als zoon van de Franeker hoogleraar in de theologie Campegius (Keijmpe) Vitringa en van Wilhelmina van Hel. Hij studeerde theologie aan de universiteit van Franeker, waar hij in 1708 werd ingeschreven. Hij schreef in zijn studietijd aan deze universiteit een viertal dissertaties. In 1711 en 1712 schreef hij twee filosofische dissertaties, gevolgd in 1713 en in 1715 door twee theologische werken. In 1715 promoveerde hij hierop in Franeker tot doctor in de godgeleerdheid. Datzelfde jaar kreeg hij een aanstelling tot hoogleraar en rector aan het Anhaltse gymnasium illustre te Zerbst. Hij gaf echter de voorkeur aan Franeker. Door het overlijden van zijn promotor Henricus Philiponeus de Hautecour was bij deze universiteit een vacature ontstaan. Eind 1715 werd hij op 22-jarige leeftijd benoemd tot hoogleraar. Op 3 december 1716 sprak hij zijn inaugurele rede uit met als titel "de spiritu & litera religionis". Vitringa trad als hoogleraar in voetspoor van zijn vader. Hij werd gekenschetst als een begaafd docent, die wetenschap beschouwde als "het zoeken en vinden van onbekende dingen". Als theoloog, die de nadruk legde op de openbaringstheologie, wordt hij gerekend tot de coccejanen. Hij trouwde op 14 mei 1719 te Franeker met Anna Sophia Sixtie uit Dronrijp. Vitringa overleed na en korte ziekte, nog geen dertig jaar oud, in zijn woonplaats Franeker. Zeven maanden na zijn overlijden werd zijn dochter geboren, Campegia Wilhelmina Vitringa. Zijn weduwe hertrouwde met Hermannus Venema, die hem als hoogleraar in Franeker opvolgde en zijn werk postuum liet verschijnen. Zijn dochter trouwde met de kapitein van het eerste bataljon van het lijfregiment van de Prins van Oranje, Joseph Gockinga.